# Abdelmalek Droukdel
Abdelmalek Droukdel (en arabe : عبد المالك درودكال), aussi connu sous le nom de guerre Abou Moussab Abdelwadoud (أبو مصعب عبد الودود), né le 20 avril 1970 à Meftah (Algérie) et mort le 3 juin 2020 à Talhandak près de Tessalit (Mali), est un djihadiste algérien. 
Après avoir pris part à la guerre civile algérienne au sein du Groupe islamique armé (GIA), Droukdel devient en 2004 « émir » du Groupe salafiste pour la prédication et le combat (GSPC). En janvier 2007, il prête allégeance à al-Qaïda et son organisation prend le nom d'Al-Qaïda au Maghreb islamique (AQMI). Droukdel s'implique ensuite dans la rébellion djihadiste au Sahel et dans la guerre du Mali au cours de laquelle il est tué par l'armée française.

## Biographie

### Guerre civile algérienne
Abdelmalek Droukdel naît le 20 avril 1970, dans le village de Zayane, à une cinquantaine de kilomètres d'Alger. Il est étudiant en ingénierie, lorsque l'Algérie bascule dans la guerre civile en 1991. Sympathisant du Front islamique du salut (FIS), Droukdel rejoint l'insurrection islamiste en 1993 et rallie le Groupe islamique armé (GIA). Il gravit les échelons au sein de ce groupe avant de rejoindre le Groupe salafiste pour la prédication et le combat (GSPC), qui est fondé en 1998.
En juillet 2004, il prend la tête du GSPC lorsque Nabil Sahraoui (« Ibrahim Mustapha »), qui avait remplacé Hassan Hattab à la tête du GSPC, est abattu par la police algérienne vers Béjaïa. Abdelmalek Droukdel lance alors une fatwa contre Hattab, l'accusant de publier de faux communiqués au nom du GSPC (9 février 2005). Soutenu par Abou Moussab Al-Zarqaoui, il obtient l'éviction d'Hattab.
Il est épaulé par deux adjoints chargés, l'un des opérations militaires, l'autre des questions religieuses.
Il approuve publiquement l'exécution, en 2005, d'Ali Belaroussi (62 ans) et d'Azzedine Belkadi (47 ans), deux diplomates algériens enlevés en Irak. 
Rallié au groupe terroriste Al-Qaïda depuis le 11 septembre 2006, le mouvement s’est fixé pour mission de montrer son « efficacité » sur le territoire algérien, tout en fédérant les organisations salafistes d'Afrique du Nord. Promu émir, Abdelmalek Droukdel, se fait appeler « Abou Moussab Abdelwadoud », surnom d'Al-Zarqaoui, et la guerre islamiste en Irak devient sa référence. Pour lui, les militaires algériens sont des « apostats, des fils de chiens, des traîtres au service de la France ».
Il pilote ainsi plusieurs attentats, comme ceux du 11 avril 2007 à Alger (11 morts), pour lequel il est condamné par contumace à la peine de mort avec 48 autres accusés, puis ceux du 11 juillet 2007 à Lakhdaria (10 morts) et du 11 décembre 2007 à Alger (62 morts).
Selon le chercheur Dominique Thomas[réf. nécessaire], « Droukdel, qui faisait partie à ses débuts du GIA, revient aux méthodes de cette organisation. Il veut imposer un rapport de force total avec le pouvoir » et utilise internet pour relayer ses campagnes de propagande. Il prêche dans le maquis à la manière de son mentor, l'Égyptien Ayman al-Zawahiri ; cependant sa mouvance parait être en état de division, la branche sahélienne ayant marqué ses distances avec lui.
Dans son édition du 1er juillet 2008, le New York Times rapporte une interview dans laquelle Droukdel revendique une nouvelle fois la paternité de l’organisation des attentats du 11 décembre contre le siège de l’ONU à Alger et plus globalement dans l’attentat contre l’ambassade d’Israël en Mauritanie et l’enlèvement de deux touristes autrichiens à la frontière algéro-tunisienne. Il affirme que ses troupes sont essentiellement constituées d’Algériens, sans toutefois donner de chiffres sur ses forces. Il affirme qu'AQMI bénéficie du renfort d’hommes armés venus de Mauritanie, de Libye, de Tunisie, du Maroc ou encore du Mali et du Niger, tout en insistant sur le nombre insignifiant de combattants algériens de retour d’Irak.
Selon des « officiels militaires américains », cités par le New York Times, Al-Qaïda au Maghreb islamique (AQMI) dispose en Algérie de 300 à 400 combattants, principalement cachés dans les montagnes à l'est d'Alger, ainsi que d'un réseau de soutien estimé à quelques centaines de personnes dans le reste du pays.

### Rôle dans les conflits au Mali et au Sahel
Pendant toutes les années 2000 et 2010, Abdelmalek Droukdel demeure caché dans le maquis algérien, entre les hauteurs d'Akfadou, en Kabylie, et les monts de Tébessa, près de la frontière avec la Tunisie. Cependant, AQMI monte en puissance au Mali à partir de 2012. 
Le 20 juillet 2012, Droukdel envoie un document intitulé « Orientation du jihad dans l’Azawad », découvert à Tombouctou en février 2013 par des journalistes de RFI et Libération, où il indique sa stratégie pour le Mali. Selon lui Ansar Dine doit servir de vitrine et Al-Qaïda se montrer discret afin d'éviter une intervention militaire étrangère. La direction du futur gouvernement doit être confiée à Iyad Ag Ghali, mais ce dernier doit être encadré par les dirigeants d'AQMI. Pragmatique, il dénonce le zèle des djihadistes dans l'application de la charia, avec notamment la destruction des mausolées de Tombouctou, qui selon lui a attiré inutilement l'attention de la communauté internationale et risque de retourner la population contre eux. Droukdel défend une application progressive de la charia qui doit être expliquée aux habitants avant d'être appliquée, afin de gagner les cœurs et les esprits des populations. Il regrette également la rupture de l'alliance avec le Mouvement national de libération de l'Azawad (MNLA). Ces instructions n'ayant pas été appliquées, ce texte révèle selon les journalistes de RFI et Libération, le manque d’autorité d'Abdelmalek Droukdel sur ses hommes,,,,,,,,,.
Le 9 avril 2015, Abdelmalek Droukdel publie un communiqué audio où il félicite le Front al-Nosra pour ses victoires en Syrie, notamment à la bataille d'Idleb.
Le 1er mars 2017, le Groupe de soutien à l'islam et aux musulmans, actif principalement au Mali, naît de la fusion d'Ansar Dine et des forces locales d'Al-Qaïda au Maghreb islamique. Son chef, Iyad Ag Ghali, prête allégeance à Abdelmalek Droukdel.

### Mort
Abdelmalek Droukdel est tué le 3 juin 2020 à Talhandak, à 80 kilomètres de Tessalit, au nord du Mali, lors d'une opération héliportée de l'armée française, lancée à partir de croisements de renseignements français et américains,,. Quatre djihadistes sont tués, dont Droukdel, et un autre est fait prisonnier. Son corps est enterré sur place par les forces spéciales françaises.
Le 5 juin 2020, la ministre des Armées Florence Parly, annonce depuis son compte Twitter la mort du chef d'AQMI,. Le 18 juin, AQMI publie un communiqué dans lequel il reconnaît la mort de son chef.
Le Monde indique que selon une source officielle française : « Cela ne faisait pas longtemps qu’il était au Mali. Sans savoir s’il s’agissait d’un mouvement contraint par les événements en Algérie ou si cela était délibéré et donc en cohérence avec leur logique de développement, nous avions depuis un mois des informations que l’état-major d’AQMI redescendait vers le nord du Mali. Cela a amené Droukdel à s’exposer ». 
Selon le journaliste algérien Akram Kherief : « C’est l’un des chefs d’AQMI qui a la plus longue longévité. Que ce soit en Algérie puis au Mali. Pour AQMI, c’est un coup dur. Il avait encore beaucoup de poids du point de vue de la propagande. C’est aussi la fin d’une époque au Sahel, il était l’un des derniers Algériens historiques à avoir commandé ce groupe ».
En novembre 2020, Abou Obeida Youssef al-Annabi est désigné par AQMI pour lui succéder.